# Piatra Biserica Dracilor
Piatra Biserica Dracilor (monument al naturii) este o arie protejată de interes național ce corespunde categoriei a III-a IUCN (rezervație naturală de tip geologic) situată în județul Gorj, pe teritoriul administrativ al comunei Săcelu.

## Descriere
Rezervația naturală cu o suprafață de 1 ha.  a fost declarată arie protejată prin Legea Nr.5 din 6 martie 2000 (privind aprobarea Planului de amenajare a teritoriului național - Secțiunea a III-a - zone protejate) și reprezintă o formațiune de interes geologic (monument al naturii)  aflată în partea sudică a satului Blahnița de Sus, în nordul județului Gorj.